# Copa México 1963-1964
La Copa México 1963-1964 è stata la quarantottesima edizione del secondo torneo calcistico messicano e la ventunesima nell'era professionistica del calcio messicano. È cominciata il 22 febbraio e si è conclusa il 21 aprile 1964. La vittoria finale è stata dell'América.

## Formula
Le 30 squadre partecipanti si affrontano in turni ad eliminazione diretta (con gare di andata e ritorno i primi quattro turni, in gara unica la finale).

## Sedicesimi di finale
- Il Club de Fútbol Atlas e il Club America passano il turno senza giocare.

| Squadra 1               | Totale | Squadra 2       | Andata       | Ritorno      |
| ----------------------- | ------ | --------------- | ------------ | ------------ |
|                         |        |                 | 22 feb. 1964 | 27 feb. 1964 |
| Celaya                  | 1 - 4  | Oro             | 1 - 1        | 0 - 3        |
| Coras de Tepic          | 4 - 6  | Guadalajara     | 3 - 3        | 1 - 3        |
| Irapuato                | 10 - 1 | La Piedad       | 7 - 1        | 3 - 0        |
| Monterrey               | 5 - 1  | Ciudad Madero   | 2 - 0        | 3 - 1        |
| Deportivo Morelia       | 1 - 3  | León            | 1 - 1        | 0 - 2        |
| Nacional de Guadalajara | 5 - 3  | Zamora          | 3 - 1        | 2 - 2        |
| Necaxa                  | 4 - 1  | Cruz Azul       | 1 - 0        | 3 - 1dts     |
| Albinegros de Orizaba   | 4 - 2  | Veracruz        | 4 - 1        | 0 - 1        |
| Pachuca                 | 0 - 3  | Atlante         | 0 - 1        | 0 - 2        |
| Poza Rica               | 3 - 0  | Ciudad Victoria | 1 - 0        | 2 - 0        |
| Tampico                 | 2 - 5  | Nuevo León      | 0 - 2        | 2 - 3        |
| Texcoco                 | 1 - 6  | Toluca          | 1 - 1        | 0 - 5        |
| Torreón                 | 0 - 2  | Laguna          | 0 - 1        | 0 - 1        |
| CD Zacatepec            | 2 - 1  | Pumas UNAM      | 1 - 0        | 1 - 1        |

## Ottavi di finale
| Squadra 1               | Totale         | Squadra 2             | Andata      | Ritorno         |
| ----------------------- | -------------- | --------------------- | ----------- | --------------- |
|                         |                |                       | 5 mar. 1964 | 12/13 mar. 1964 |
| América                 | 2 - 1          | Albinegros de Orizaba | 0 - 0       | 2 - 1           |
| Guadalajara             | 2 - 0          | León                  | 1 - 0       | 1 - 0           |
| Irapuato                | 3 - 2          | Oro                   | 2 - 1       | 1 - 1           |
| Laguna                  | 1 - 2          | Poza Rica             | 1 - 1       | 0 - 1           |
| Monterrey               | 3 - 1          | Nuevo León            | 0 - 0       | 3 - 1           |
| Nacional de Guadalajara | 2 - 2(1-3 dcr) | Atlas                 | 2 - 0       | 0 - 2dts        |
| Necaxa                  | 5 - 1          | Atlante               | 3 - 0       | 2 - 1           |
| CD Zacatepec            | 2 - 4          | Toluca                | 2 - 2       | 0 - 2           |

## Quarti di finale
| Squadra 1   | Totale | Squadra 2 | Andata          | Ritorno      |
| ----------- | ------ | --------- | --------------- | ------------ |
|             |        |           | 21/22 mar. 1964 | 29 mar. 1964 |
| América     | 2 - 0  | Necaxa    | 0 - 0           | 2 - 0        |
| Guadalajara | 4 - 2  | Atlas     | 2 - 0           | 2 - 2        |
| Irapuato    | 1 - 5  | Toluca    | 1 - 2           | 0 - 3        |
| Monterrey   | 7 - 6  | Poza Rica | 5 - 2           | 2 - 4        |

## Semifinali
| Squadra 1 | Totale | Squadra 2   | Andata        | Ritorno      |
| --------- | ------ | ----------- | ------------- | ------------ |
|           |        |             | 4/5 apr. 1964 | 12 apr. 1964 |
| América   | 3 - 2  | Toluca      | 3 - 1         | 0 - 1        |
| Monterrey | 4 - 3  | Guadalajara | 4 - 1         | 0 - 2        |

## Finale
| Città del Messico 19 aprile 1964, ore 15:00 | América | 0 – 0 | Monterrey | Estadio Universitario |

### Finale (Ripetizione)
| Città del Messico 21 aprile 1964, ore 15:00 | América | 1 – 1(5-4 dcr) | Monterrey | Estadio Universitario |

### Verdetto finale
L'América vince la copa México 1963-1964.

## Coppa "Campeón de Campeones" 1964
- Partecipano le squadre vincitrici del campionato messicano: Guadalajara e della coppa del Messico: America. Il Guadalajara si aggiudica il titolo.

## Finale
| Città del Messico 26 aprile 1964, ore 15:00 | Guadalajara | 2 – 0 | América | Estadio Universitario |
| \| \| \| \| \| 34’ Javier Barba 83’ (rig.) Salvador Reyes \| Marcatori \| \| \| Ignacio Calderón Arturo Chaires Guillermo Sepúlveda José Villegas Juan Jasso Agustín Moreno Javier Barba Isidoro Díaz Salvador Reyes Javier Valdivia Francisco Jara \| Formazioni \| Jorge Iniestra Severo de Sales Juan Bosco Alfonso Portugal Fernando Cuenca Ángel Schlandein José Alves Federico Ortiz Maldonado Luis Juracy Javier Fragoso José “Pepín” González \| \| Javier de la Torre \| Allenatori \| Alejandro Scopelli \| |             | |         |                       |
| |             | |         |                       |
| 34’ Javier Barba 83’ (rig.) Salvador Reyes | Marcatori   | |         |                       |
| Ignacio Calderón Arturo Chaires Guillermo Sepúlveda José Villegas Juan Jasso Agustín Moreno Javier Barba Isidoro Díaz Salvador Reyes Javier Valdivia Francisco Jara | Formazioni  | Jorge Iniestra Severo de Sales Juan Bosco Alfonso Portugal Fernando Cuenca Ángel Schlandein José Alves Federico Ortiz Maldonado Luis Juracy Javier Fragoso José “Pepín” González |         |                       |
| Javier de la Torre | Allenatori  | Alejandro Scopelli |         |                       |